# 밀수 (영화)
《밀수》는 2023년 7월 26일에 개봉된 대한민국의 범죄 코미디 영화이다. 류승완이 감독과 공동각본을 맡았다.

## 출연

### 주요 인물
- 김혜수 : 조춘자 역
- 염정아 : 엄진숙 역
- 조인성 : 권필삼 / 권 상사 역
- 박정민 : 장만석 / 장도리 역
- 김종수 : 이장춘 계장 역
- 고민시 : 고옥분 역

### 주변 인물
- 신민재 : 핫바지 역
- 박준면 : 양금네 역
- 안세호 : 김수복 역
- 김재화 : 돼지 엄마 역
- 이정수 : 달건이 역
- 박경혜 : 똑순이 역
- 주보비 : 억척이 역
- 최종원 : 엄 선장 역
- 김충길 : 빙다리 역
- 곽진석 : 갈고리 역
- 정도원 : 최갑식 / 애꾸 역
- 김원해 : 브로커 삼촌 역
- 윤병희 : 서해안 두목 역
- 김기천 : 김 선장 역
- 이상희 : 전파사 주인 역
- 김경덕 : 엄진구 역

### 우정 출연
- 진경 : 로라 사장 역
- 윤경호 : 수사반장 역

## 수상 목록
- 2023년 제43회 한국영화평론가협회상 남우조연상 (김종수)
- 2023년 제10회 한국영화제작가협회상 남우조연상 (김종수)
- 2023년 제43회 한국영화평론가협회상 기술상 (이후경, 미술)
- 2023년 제43회 한국영화평론가협회상 음악상 (장기하)
- 2023년 제43회 한국영화평론가협회상 영평10선 (밀수)
- 2023년 제32회 부일영화상 남우조연상 (김종수)
- 2023년 제32회 부일영화상 여우조연상 (고민시)
- 2023년 제44회 청룡영화상 최우수작품상 (밀수)
- 2023년 제44회 청룡영화상 남우조연상 (조인성)
- 2023년 제44회 청룡영화상 신인여우상 (고민시)
- 2023년 제44회 청룡영화상 청정원 인기스타상 (조인성)
- 2023년 제44회 청룡영화상 음악상 (장기하)
- 2023년 제28회 춘사국제영화제 남자조연상 (김종수)
- 2024년 제60회 백상예술대상 영화 부문 남자조연상 (김종수)

## 참고 사항
- 박준면과 김재화는... 영화 《하모니》 이후 13년만에 뭉치는 작품의 계기가 되었다.